# رافائيل يوستي
رافاييل يوستي (مدريد، 25 أبريل 1963) هو عالم أحياء عصبية إسباني، وهو إيديولوجي لمشروع BRAIN. وهو أستاذ العلوم البيولوجية في جامعة كولومبيا في نيويورك، وقد ركز عمله الحالي على فك رموز كيفية عمل الوعي والذكريات، وتغيير "الذكريات" تجريبيًا في حيوانات المختبر.

## السيرة الذاتية

### السنوات الأولى والتعليم
أهداه والده وهو في الرابعة عشرة من عمره كتاب سانتياغو رامون إي كاخال "لوس تونيكوس دي لا فونتاد: لوائح ونصائح حول التحقيقات العلمية". درس الطب في جامعة مدريد المستقلة (1982-1987) بعد حصوله على شهادة البكالوريا في معهد راميرو دي مايثتو في مدريد. وفي مختبر البيولوجيا الجزيئية التابع لسيدني برينر، الحائز على جائزة نوبل في جنوب أفريقيا في كامبريدج (1985-1986)، شعر بميل نحو علم الأعصاب. في نهاية الثمانينيات، سافر إلى الولايات المتحدة حيث حصل على الدكتوراه في جامعة روكفلر تحت إشراف تورستن فيزل، الحائز على جائزة نوبل. وخلال الفترة التي قضاها هناك (1987-1992)، ابتكر وطوّر تقنية تصوير الكالسيوم لقياس نشاط الخلايا العصبية استنادًا إلى حقيقة أنه عندما تؤدي إشارة كهربائية إلى إزالة استقطاب الخلية العصبية، يتم تنشيط قنوات الكالسيوم، مما يسمح لأيونات Ca2+ بالدخول إلى الخلية. ومن خلال تلوين منطقة من الدماغ بصبغة حساسة للكالسيوم، يمكن الكشف عن الوقت الذي تنشط فيه الخلية العصبية عن طريق الفحص المجهري. وللقيام بذلك، كان عليه دراسة الحساب البيولوجي في مختبرات ATT/Bell تحت إشراف الدكتور ديفيد تانك (1992-1996). أصبحت هذه التقنية، التي وضعها في أطروحته للدكتوراه التي أشرف عليها ويزل ولورانس كاتز، الدراسات البصرية لديناميكيات الكالسيوم في الخلايا العصبية القشرية العصبية النامية، أحد أعمدة علم الأعصاب.

## الحياة المهنية
في سبتمبر 2011، عندما اجتمع نحو خمسين من علماء البيولوجيا العصبية والفيزياء النانوية في مدينة باكينجهامشير الإنجليزية لمناقشة مشاريع مشتركة، اقترح رافاييل يوستي، الذي كان بالفعل أستاذًا للعلوم البيولوجية وعلم الأعصاب وباحثًا في جامعة كولومبيا منذ عام 2005، تسجيل نشاط دوائر عصبية كاملة بمقاييس الملي ثانية، وفي نهاية المطاف تسجيل نشاط أدمغة كاملة في ثلاثة أبعاد. وقد لاقت الفكرة رواجًا كبيرًا وحظيت بدعم وتعاون العالم جورج تشيرش وميونغ تشون، نائب رئيس مؤسسة كافلي، وتم تحسين هذه التقنية لاكتساب الدقة والاتساع. يهدف مشروع خريطة نشاط الدماغ (أو مبادرة BRAIN) الآن على المدى الطويل إلى تطوير الأساليب البصرية والكهربائية لرسم خريطة لنشاط كل خلية عصبية في الدماغ ومعالجتها. وسيبدأ المشروع بالحيوانات الصغيرة، مثل دودة Caenorhabditis elegans، وذبابة الفاكهة، وأسماك الزرد، ودوائر معينة في دماغ الفأر (شبكية العين، والبصلة الشمية، ومناطق قشرية محددة). يشغل حاليًا منصب رئيس تحرير مجلة "فرونتيرز في الدوائر العصبية"، وبالإضافة إلى مشاركته في إدارة معهد كافلي للأبحاث العصبية في جامعة كولومبيا منذ عام 2004، والعمل على مشروع رسم خريطة للدماغ البشري، يقضي بضعة أسابيع سنويًا في معهد كاخال التابع لجامعة البوليتكنيك في مدريد؛ كما أنه يقدم المشورة للمعاهد التكنولوجية في الأندلس وإقليم الباسك وكاتالونيا.
في سبتمبر 2013، حصل على جائزة قدرها 2 مليون يورو من وكالة معاهد الصحة الوطنية الأمريكية لتطوير مشروع BRAIN، مما جعله الرهان العلمي الكبير لإدارة أوباما. في عام 2015، حصل على جائزة محاضرة خيمينيث دياث التذكارية السابعة والأربعين عن أعماله البحثية من مؤسسة كونشيتا راباغو دي خيمينيز دياز. وفي عام 2019، دُعي لإلقاء المحاضرة السادسة في العلوم الإنسانية والاجتماعية في معهد الثقافة والمجتمع بجامعة نافارا.
1. ↑   http://www.rac.es/2/2_ficha.php?id=978. {{استشهاد ويب}}: |url= بحاجة لعنوان (مساعدة) والوسيط |title= غير موجود أو فارغ (من ويكي بيانات) (مساعدة)
2. ↑   https://web.archive.org/web/20131004232729/http://www.columbia.edu/cu/biology/faculty/yuste/Yuste_CV_10_2012.pdf. اطلع عليه بتاريخ 2020-10-08. {{استشهاد ويب}}: |url= بحاجة لعنوان (مساعدة) والوسيط |title= غير موجود أو فارغ (من ويكي بيانات) (مساعدة)